# Río Antigua
El río Antigua (en gallego Antiga) es un corto río de la provincia de Lugo, Galicia, España, de 7 km de longitud que transcurre íntegramente por el municipio de Incio. Es afluente del río Cabe. 

## Curso
Nace en la fuente del Alto de Lamas a 1.144 m de altitud, localizada en la parroquia de Trascastro, y descende por el valle que lleva su nombre, uno de los lugares más accidentados y escarpados del municipio de Incio. Pasa por los lugares de A Airela y A Ferrería, antes de desembocar en el río Cabe a la altura del lugar de Trascastro.

## Afluentes
A lo largo de su corto recorrido, el río Antigua recibe las aguas de varios riachuelos:
- Por el margen izquierdo:
  - Bouzalliño
  - Acevedo
  - Cova do Val
  - Augas Rubias
  - Ramosa
  - Chao das Pías
- Por el margen derecho:
  - Tras da Devesa
  - Lameiro-Pozo Verde
  - Érbedos